# ジュリー・モンロー
ジュリー・モンローはアメリカ合衆国の編集技師である。

## 人物
オリバー・ストーン監督作品の編集に携わることが多い。
2005年には、『五線譜のラブレター』で全米映画編集者協会賞(ミュージカル・コメディ部門)にノミネートされた。

## 編集作品
※がついているのは助手として参加した作品である。
- 『サルバドル/遥かなる日々』 Salvador (1986) ※
- 『プラトーン』 Platoon (1986) ※
- 『ウォール街』Wall Street (1987) ※
- 『デスティニー／愛は果てしなく』 A Time of Destiny (1988) ※
- 『カレッジ・ウォーズ』 How I Got into College (1989) ※
- 『7月4日に生まれて』 Born on the Fourth of July (1989) ※
- 『ドアーズ』 Doors (1991) ※
- 『JFK』 JFK (1991)
- 『幸福の条件』 Indecent Proposal (1993)
- 『激流』 The River Wild (1994) ※
- 『ロリータ』 Lolita (1997)
- 『アット・ファースト・サイト／あなたが見えなくても』 At First Sight (1998)
- 『パトリオット』 The Patriot (2000)
- 『電話で抱きしめて』 Hanging Up (2000)
- 『海辺の家』 Life as A House (2000)
- 『ジーリ』　Gigli (2003)
- 『五線譜のラブレター』 De-Lovely (2004)
- 『ビッグホワイト』 The Big White (2005)
- 『ワールド・トレード・センター』 World Trade Center (2006)
- 『ブッシュ』 W. (2008)
- 『運命の元カレ』What's your number? (2010)
- 『MUD -マッド-』 Mud (2012)
- 『Dearダニー 君へのうた』 Danny Collins (2015)
- 『ラビング 愛という名前のふたり』 Loving (2016)
- 『ミッドナイト・スペシャル』 Midnight Special (2016)
- 『ライフ・イットセルフ 未来に続く物語』 Life Itself (2018)
- 『ワイン・カントリー』 Wine Country (2019)
- 『モキシー 〜私たちのムーブメント〜』 Moxie (2021)